# Mercer Quality of Living Survey
La graduatoria Mercer Quality of Living Survey, redatta dalla statunitense Mercer, classifica 221 città, da Vienna a Baghdad, in base alla qualità della vita. Gli Stati con città nelle prime 50 sono Austria, Svizzera, Nuova Zelanda, Germania, Canada, Danimarca, Australia, Svezia, Italia e USA. Nel 2016 è Vienna a guidare la classifica, per il sesto anno consecutivo.
La graduatoria è redatta per aiutare governi e aziende per l'assegnazione di sedi ai propri dipendenti. La graduatoria tiene conto di diversi parametri,0 tra i quali la sicurezza personale data dalla stabilità interna, crimini, forze di Polizia e relazioni diplomatiche con altri paesi. In questo caso,  Lussemburgo è al primo posto, seguita da Berna, Helsinki e Zurigo, tutte al 2º posto.

## Classifiche

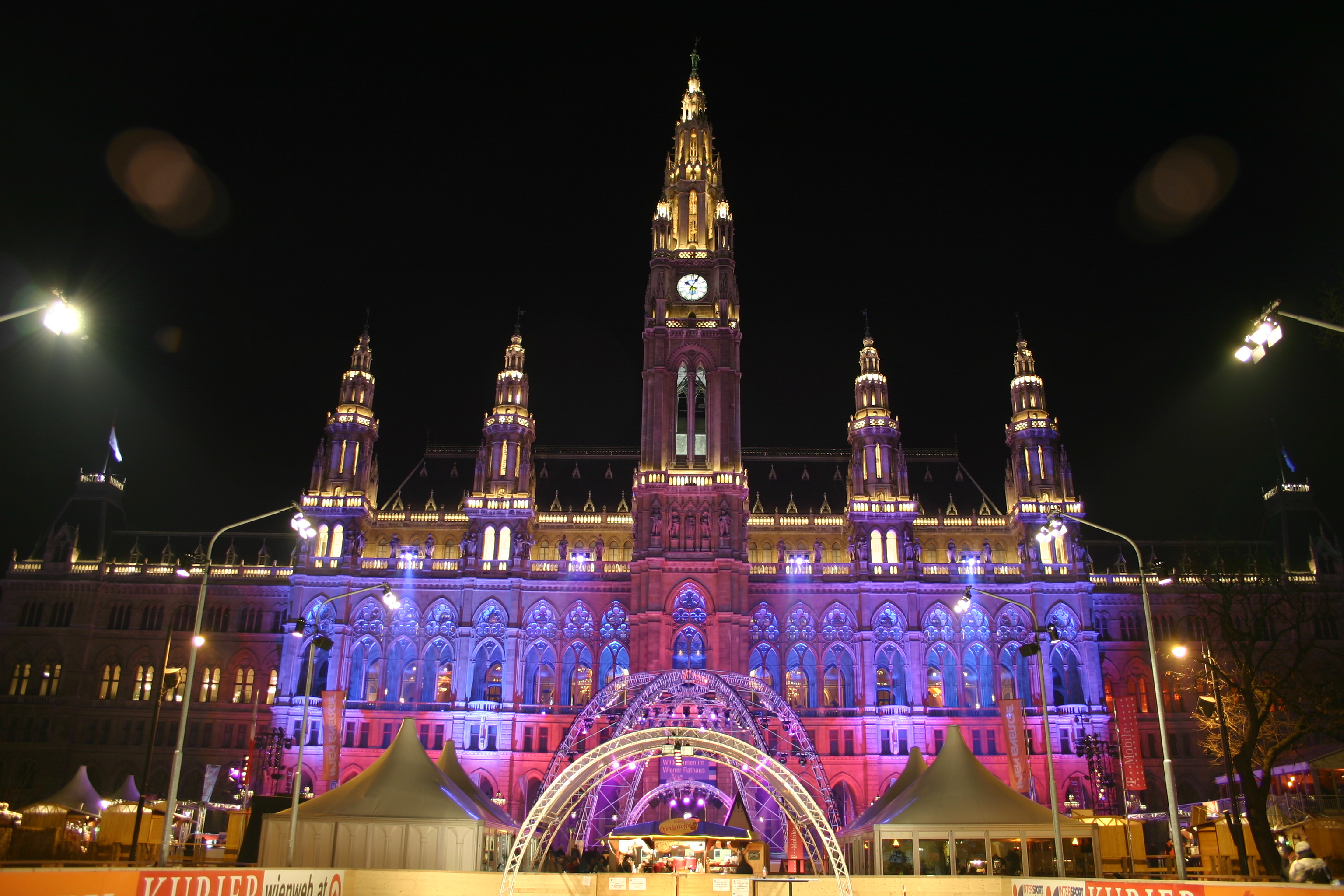
Vienna, Austria

Zurigo, Svizzera

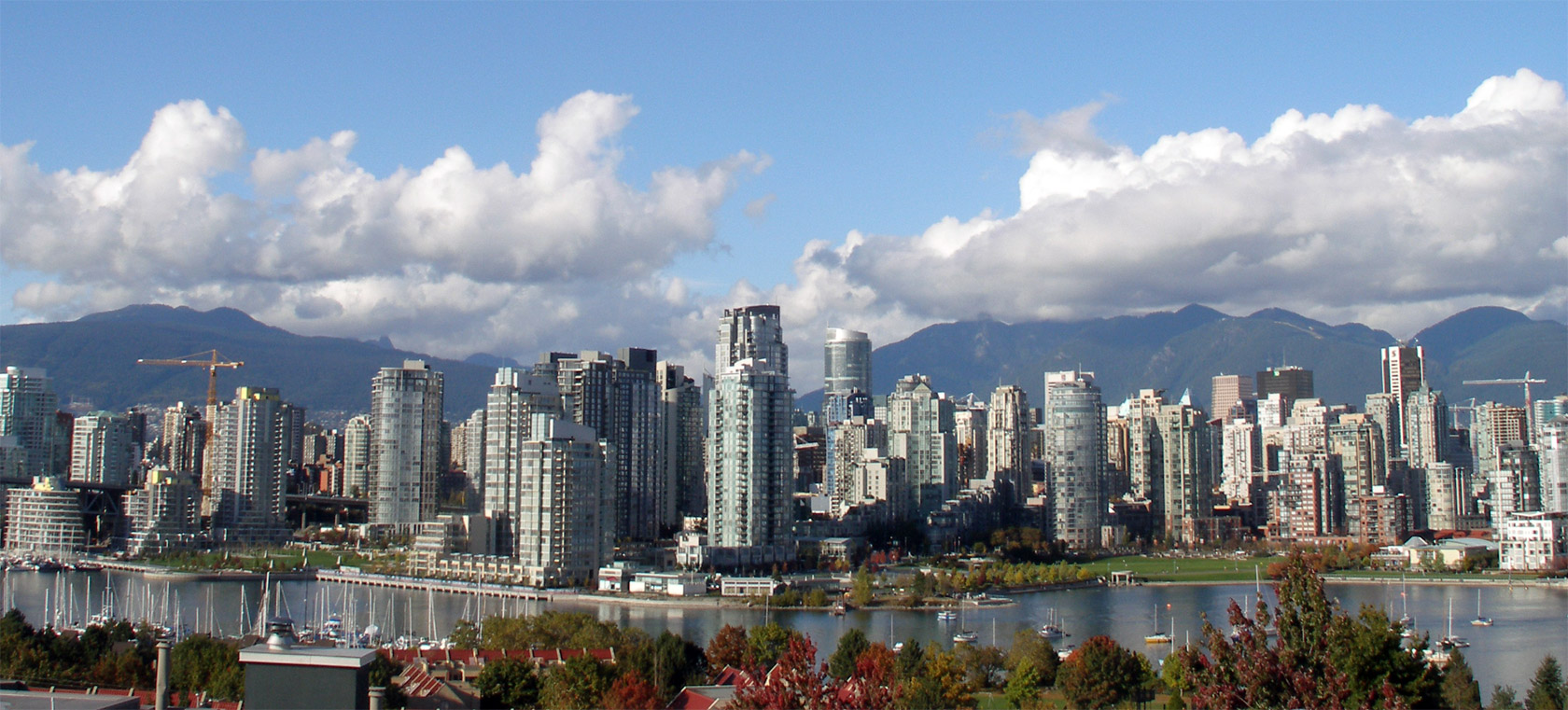
Vancouver, Canada

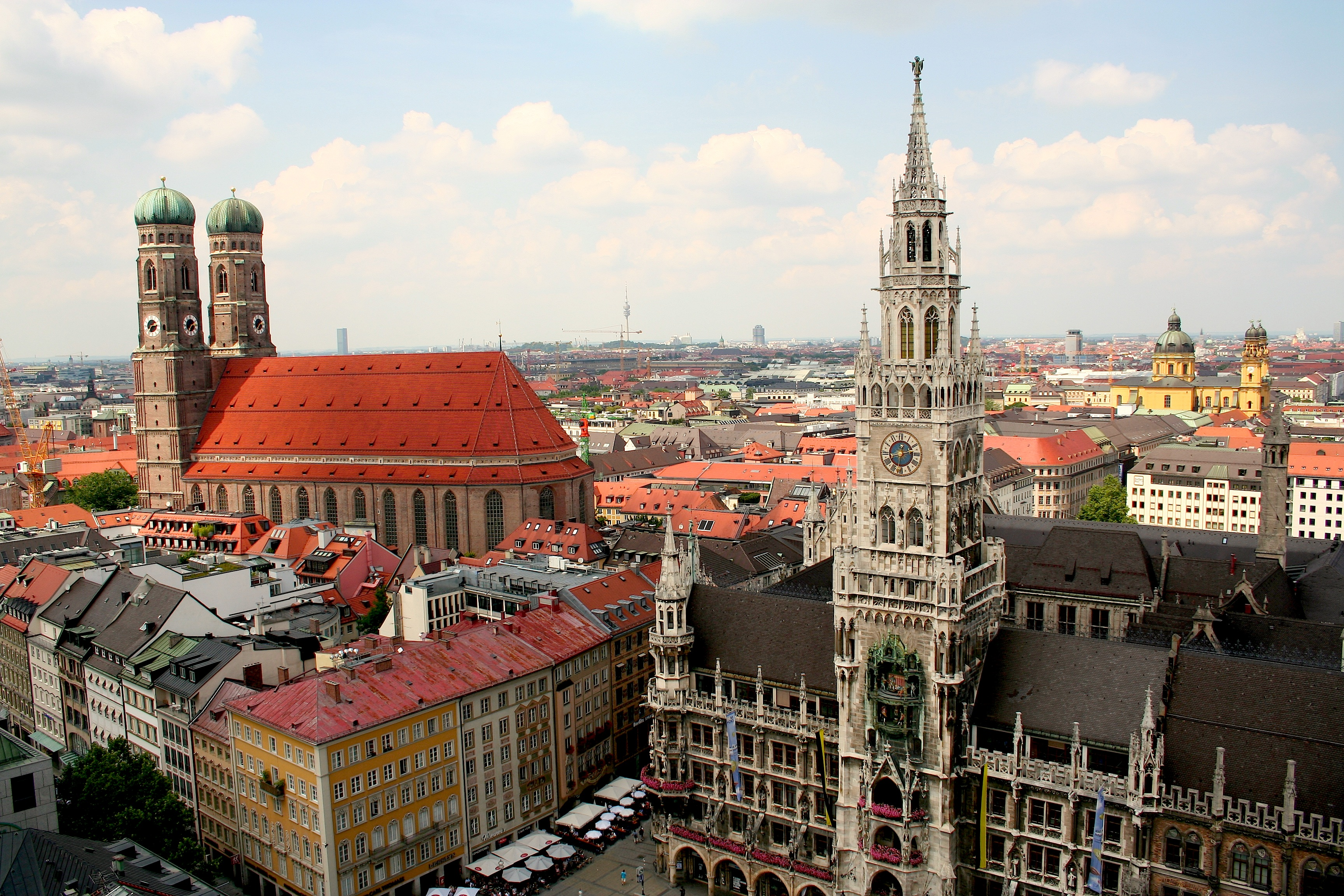
Monaco, Germania

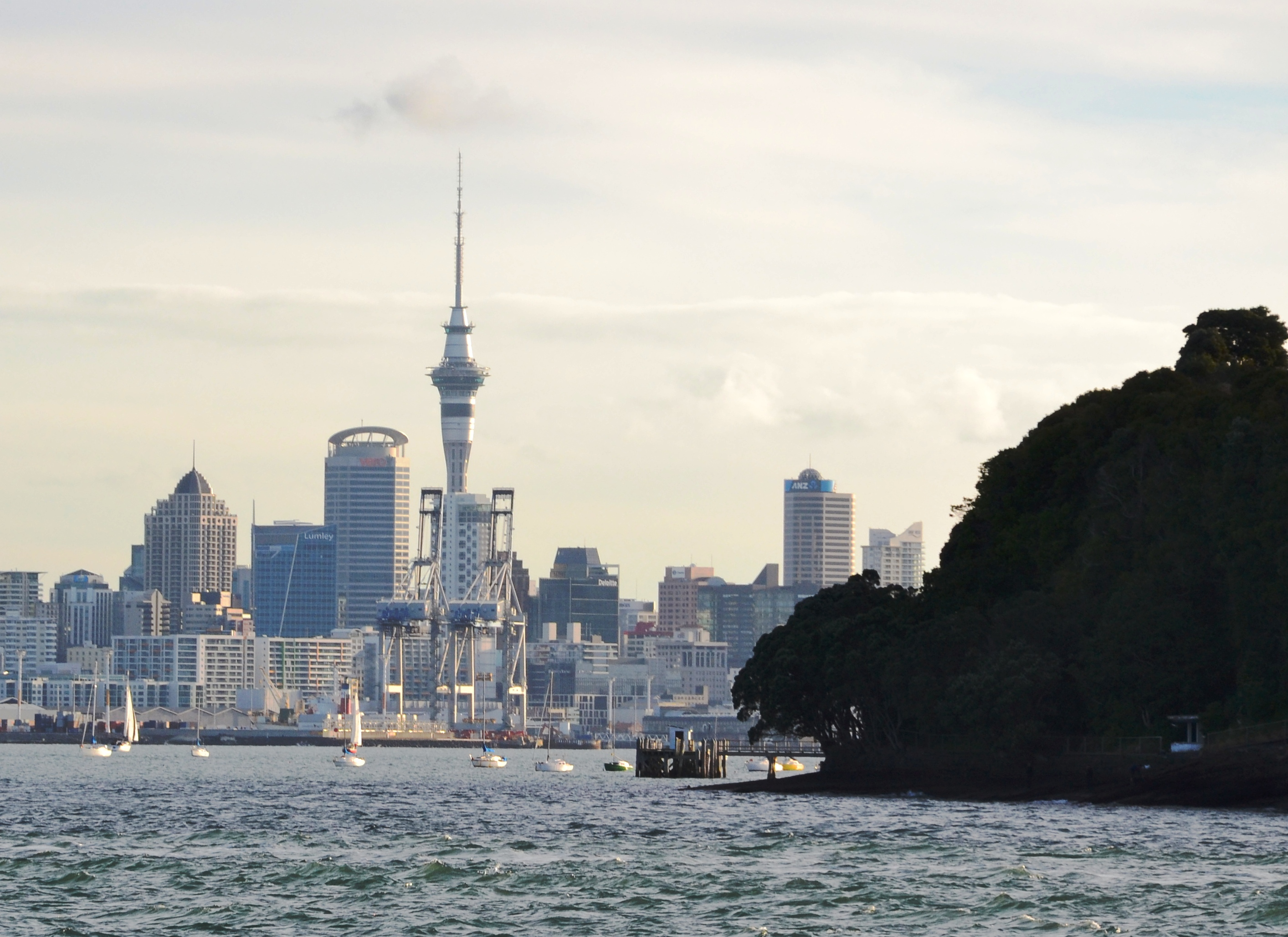
Auckland, Nuova Zelanda

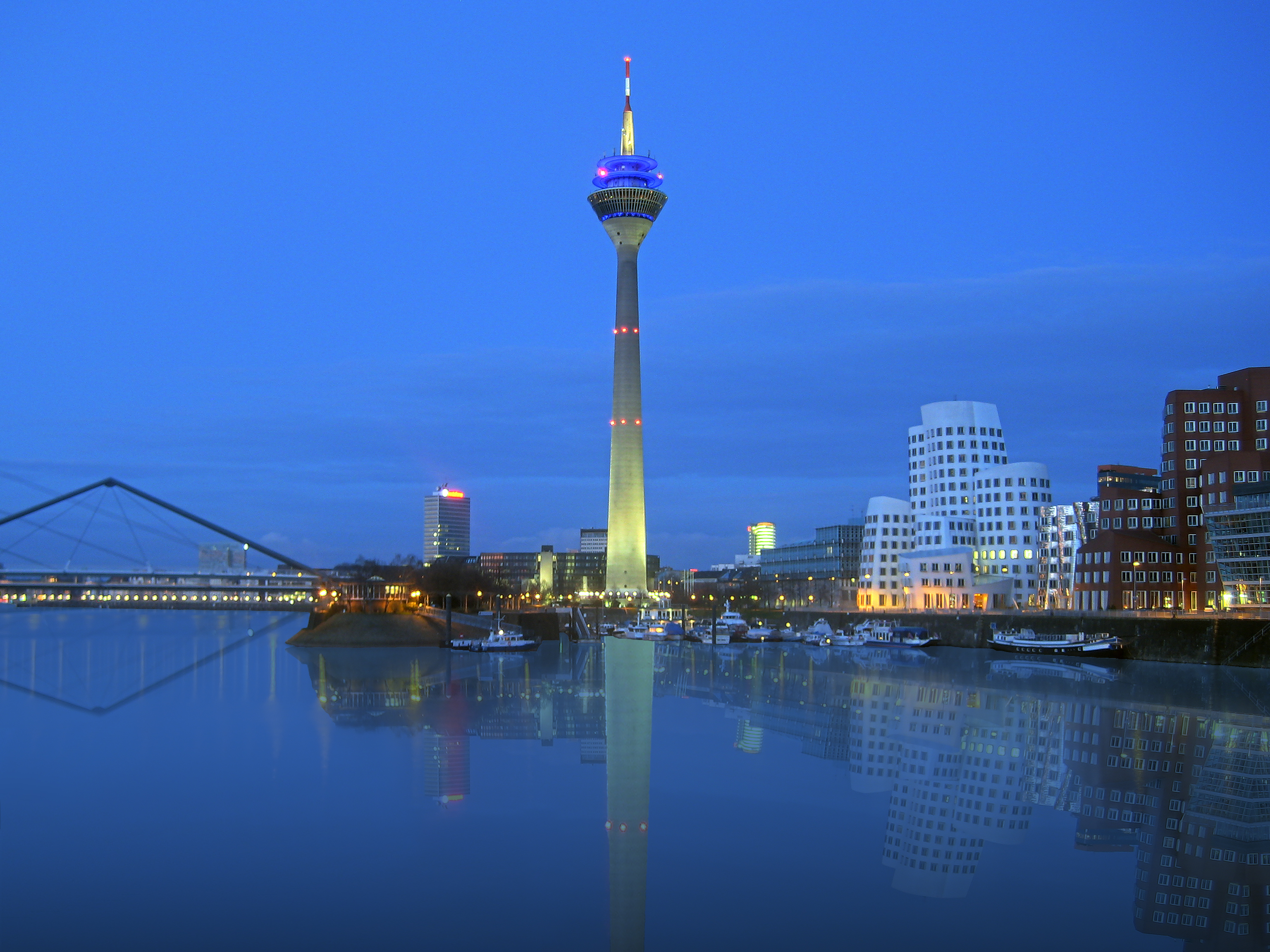
Düsseldorf, Germania

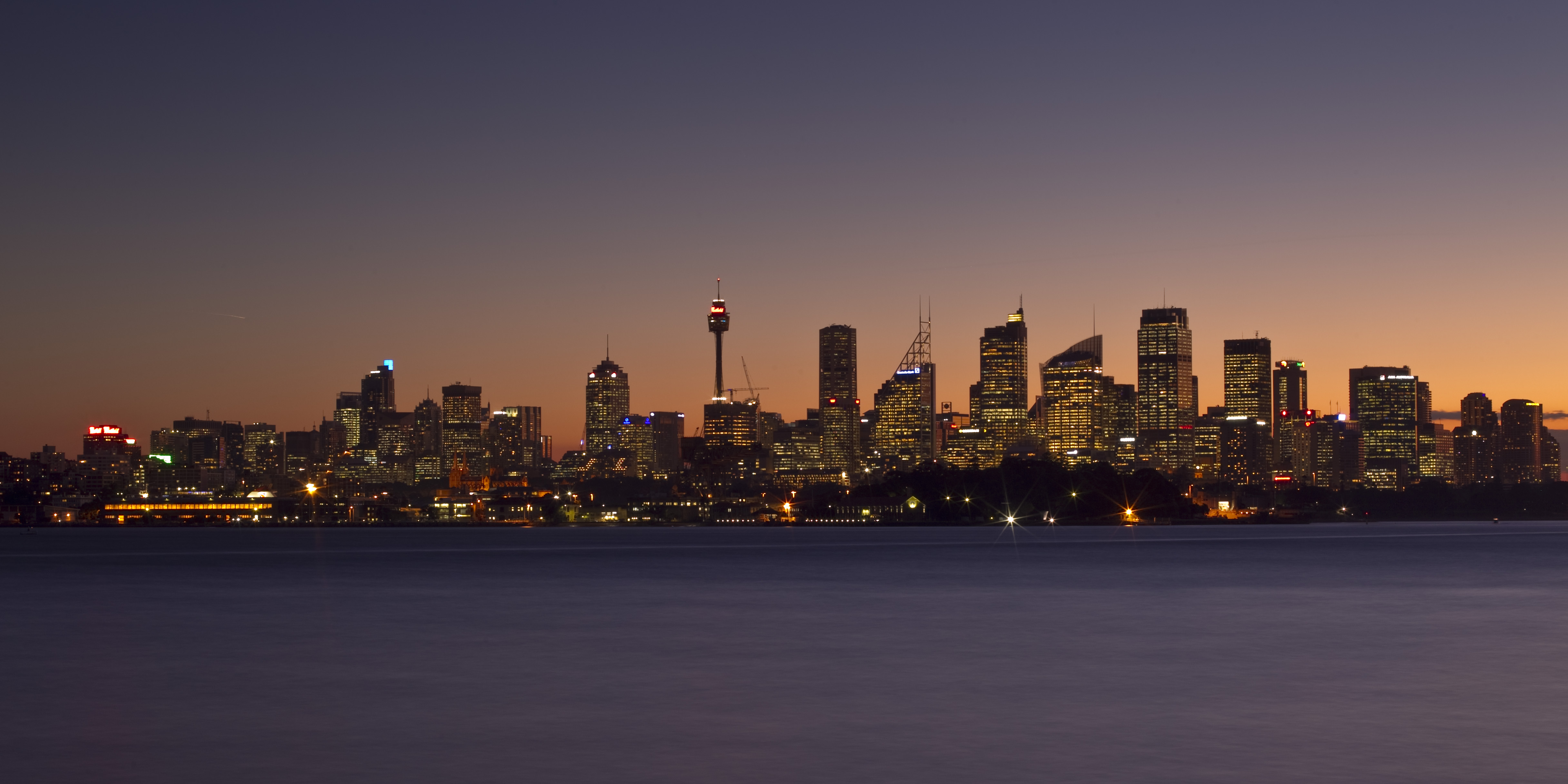
Sydney, Australia

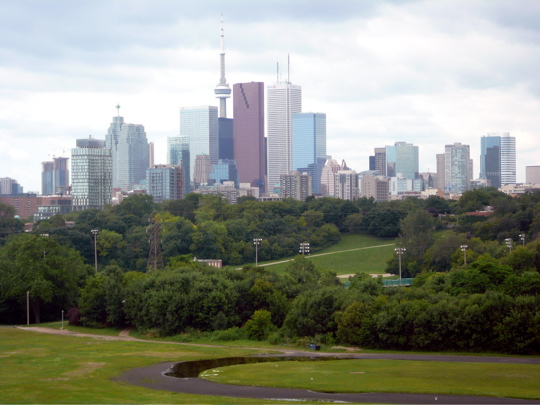
Toronto, Canada

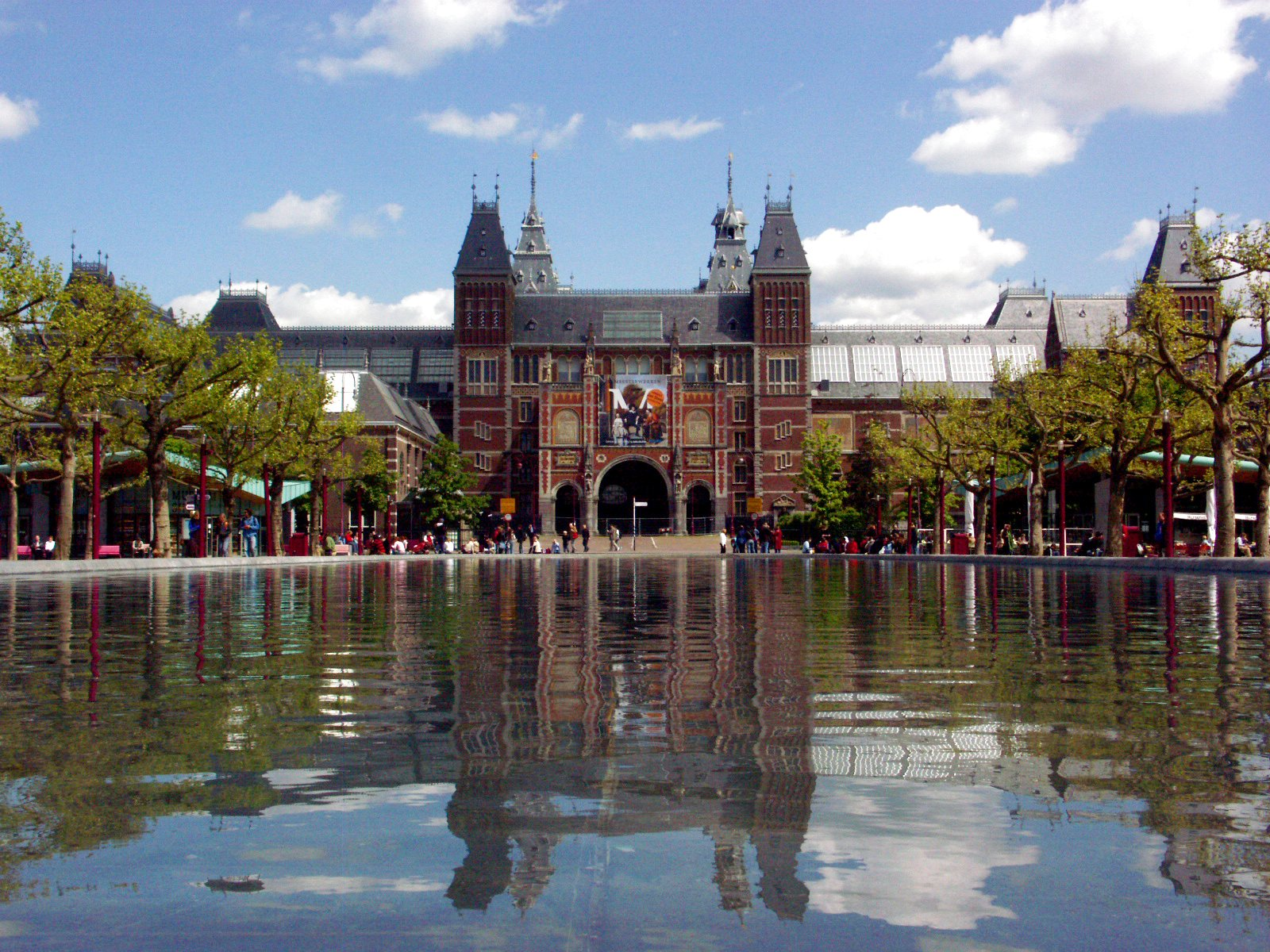
Amsterdam, Paesi Bassi

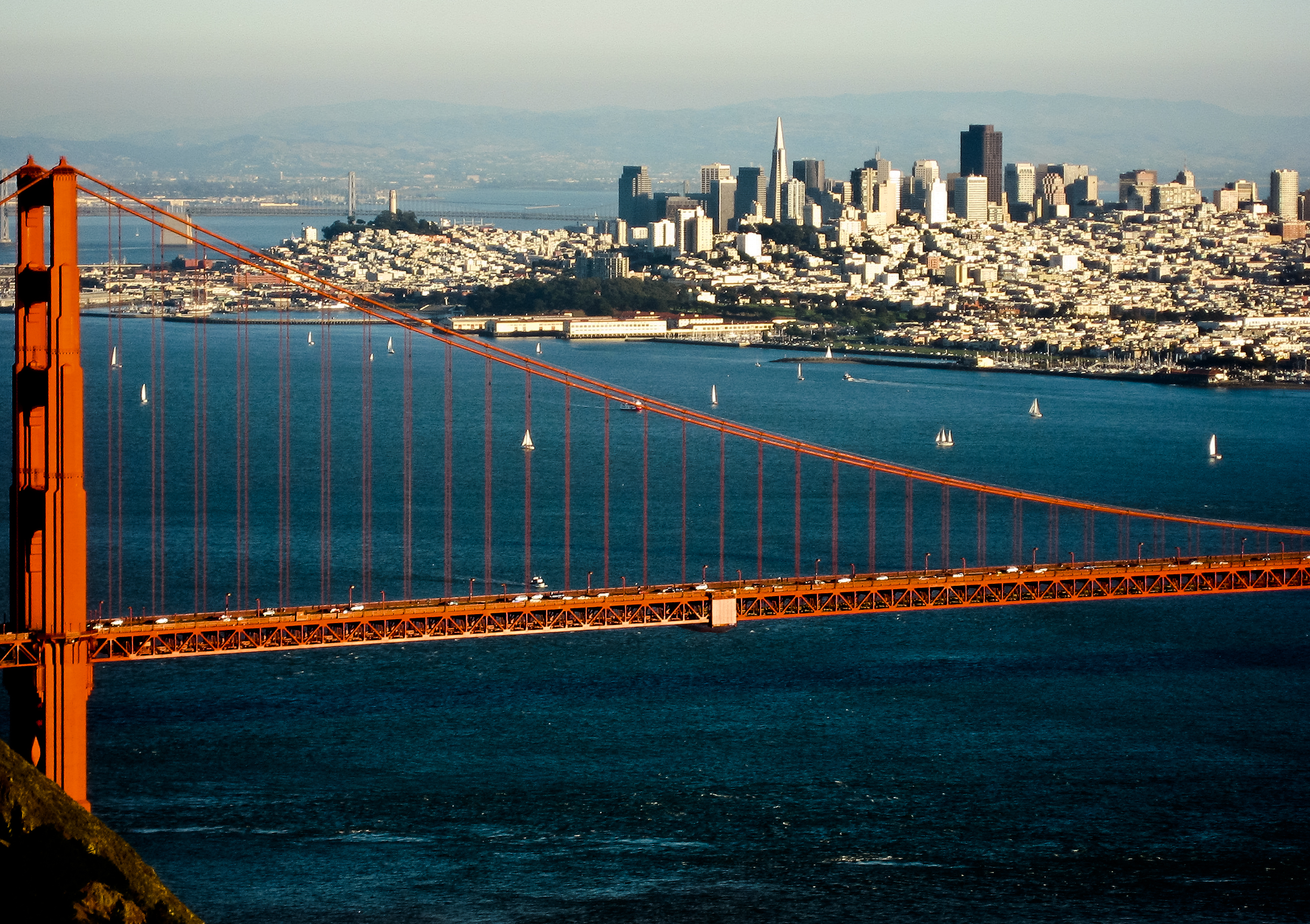
San Francisco, USA

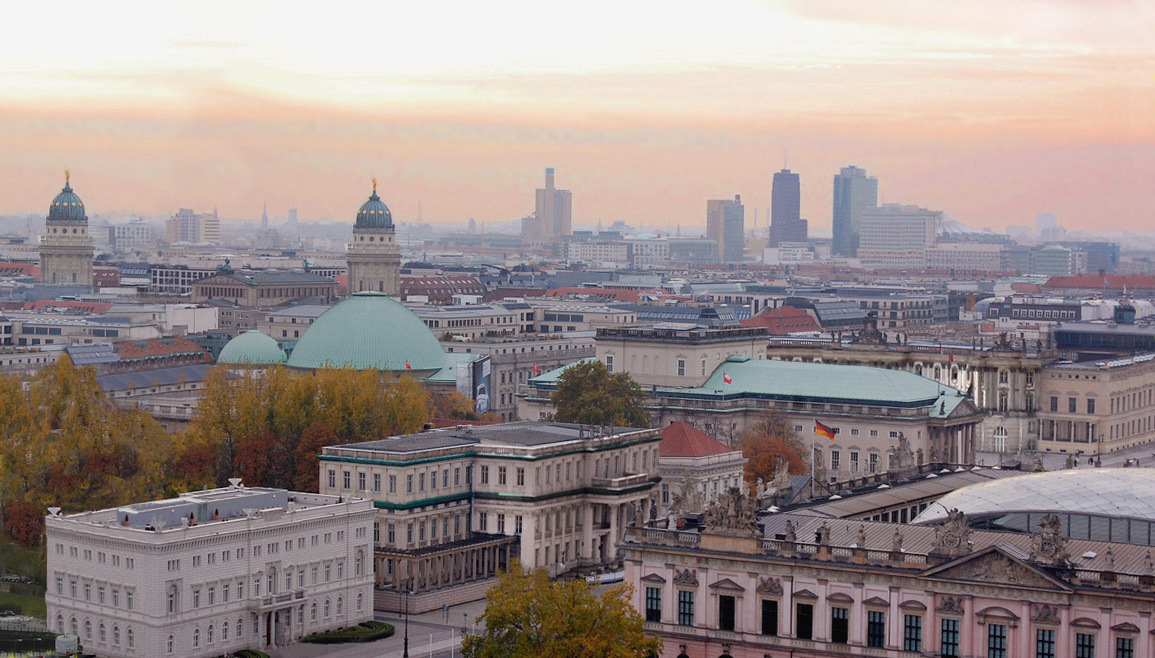
Berlino, Germania

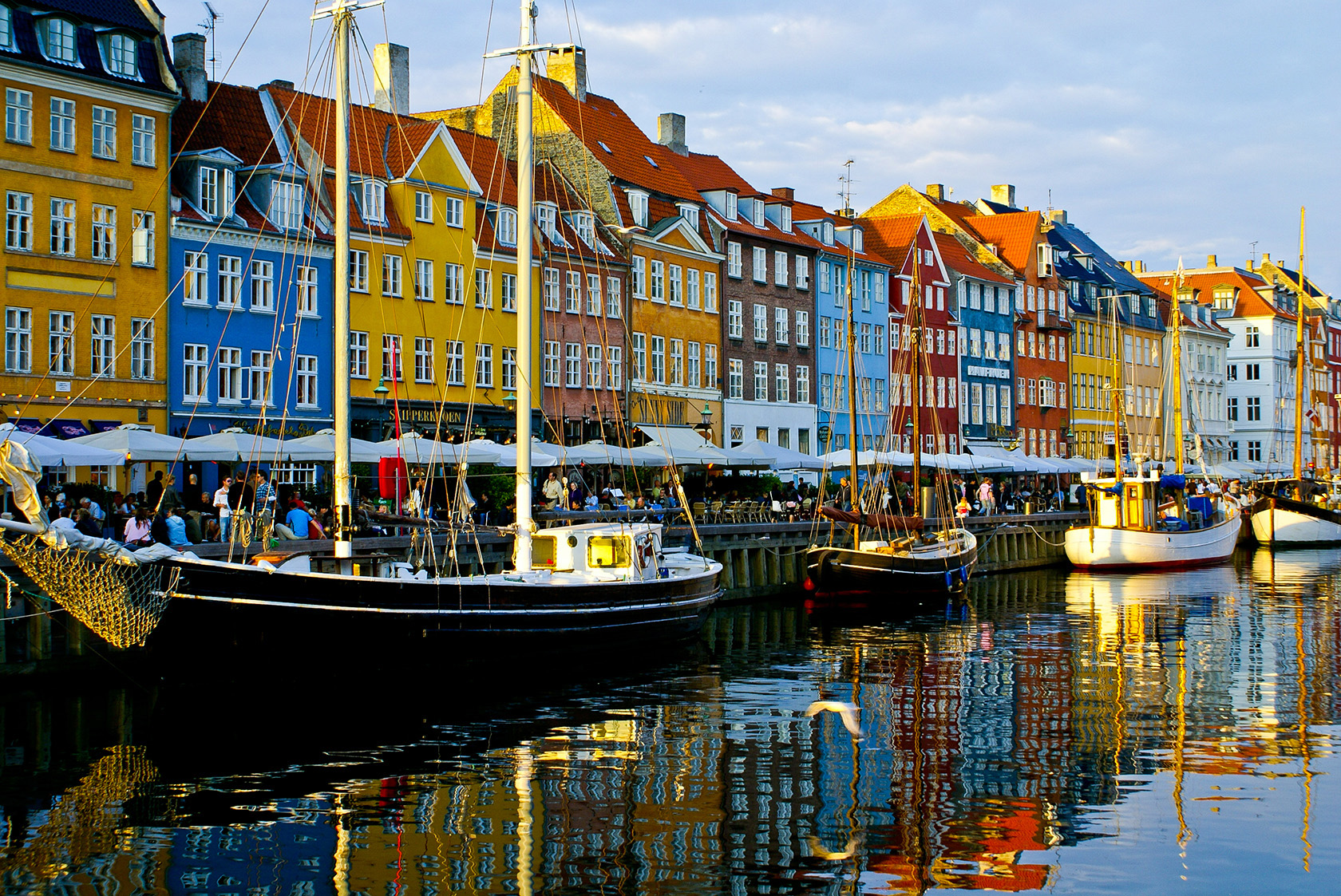
Copenaghen, Danimarca

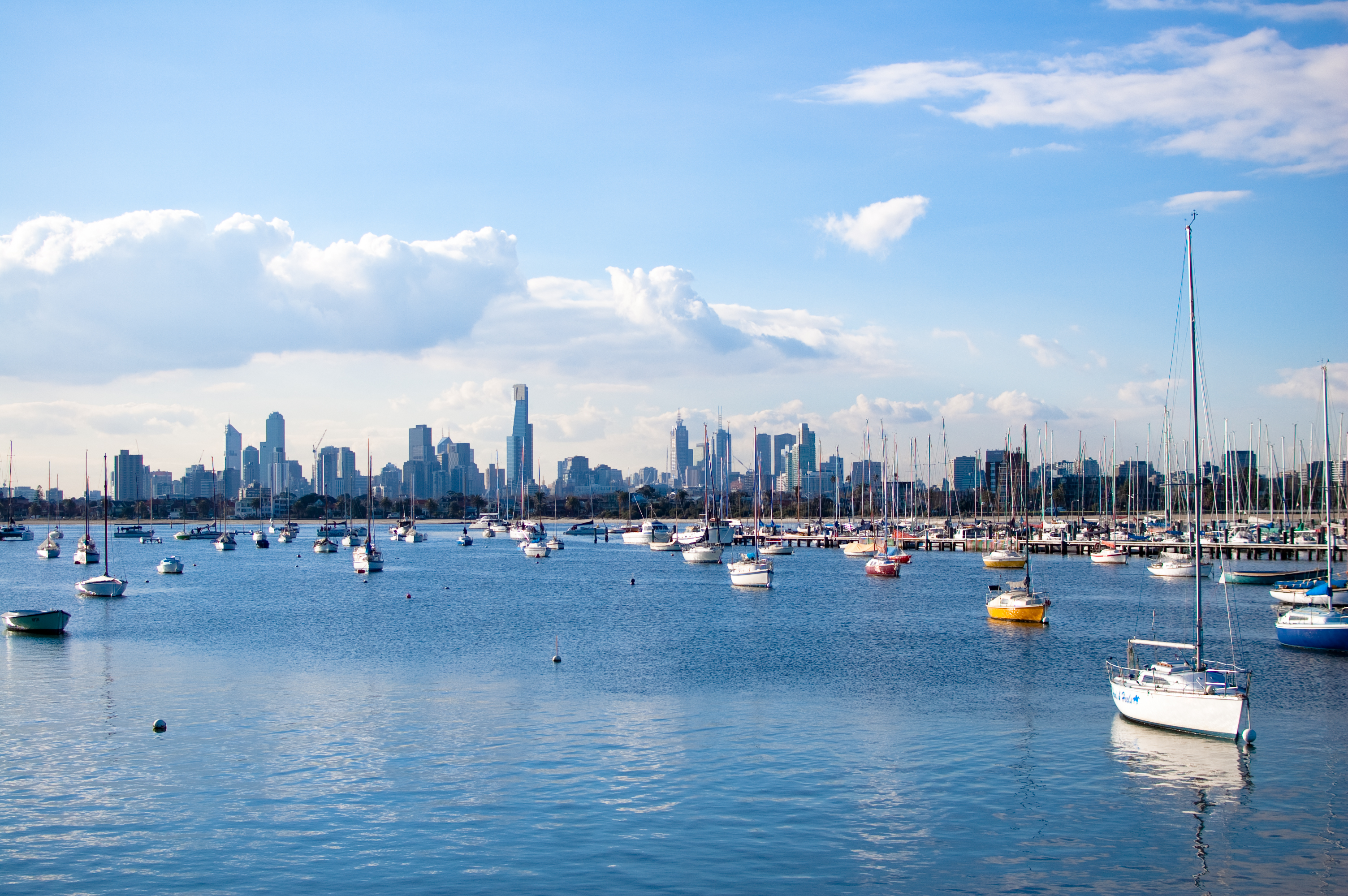
Melbourne, Australia

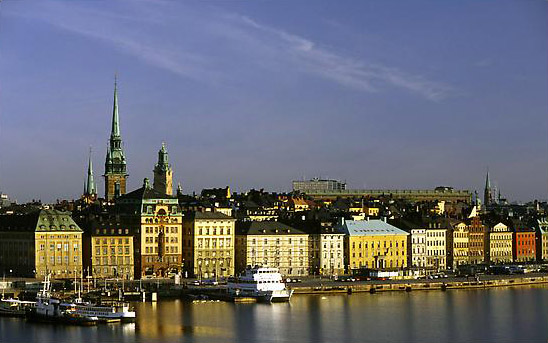
Stoccolma, Svezia

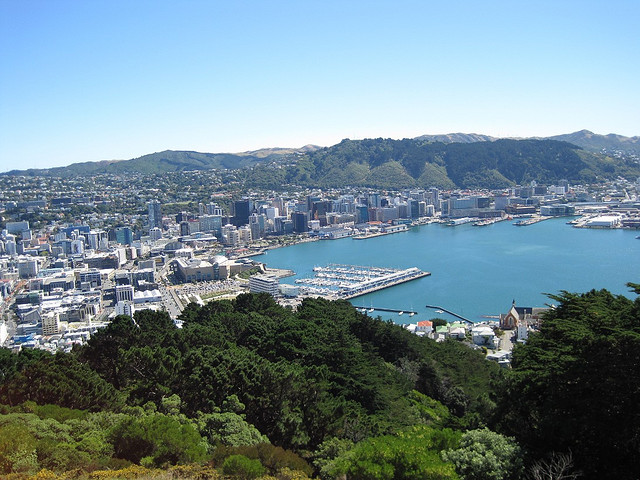
Wellington, Nuova Zelanda

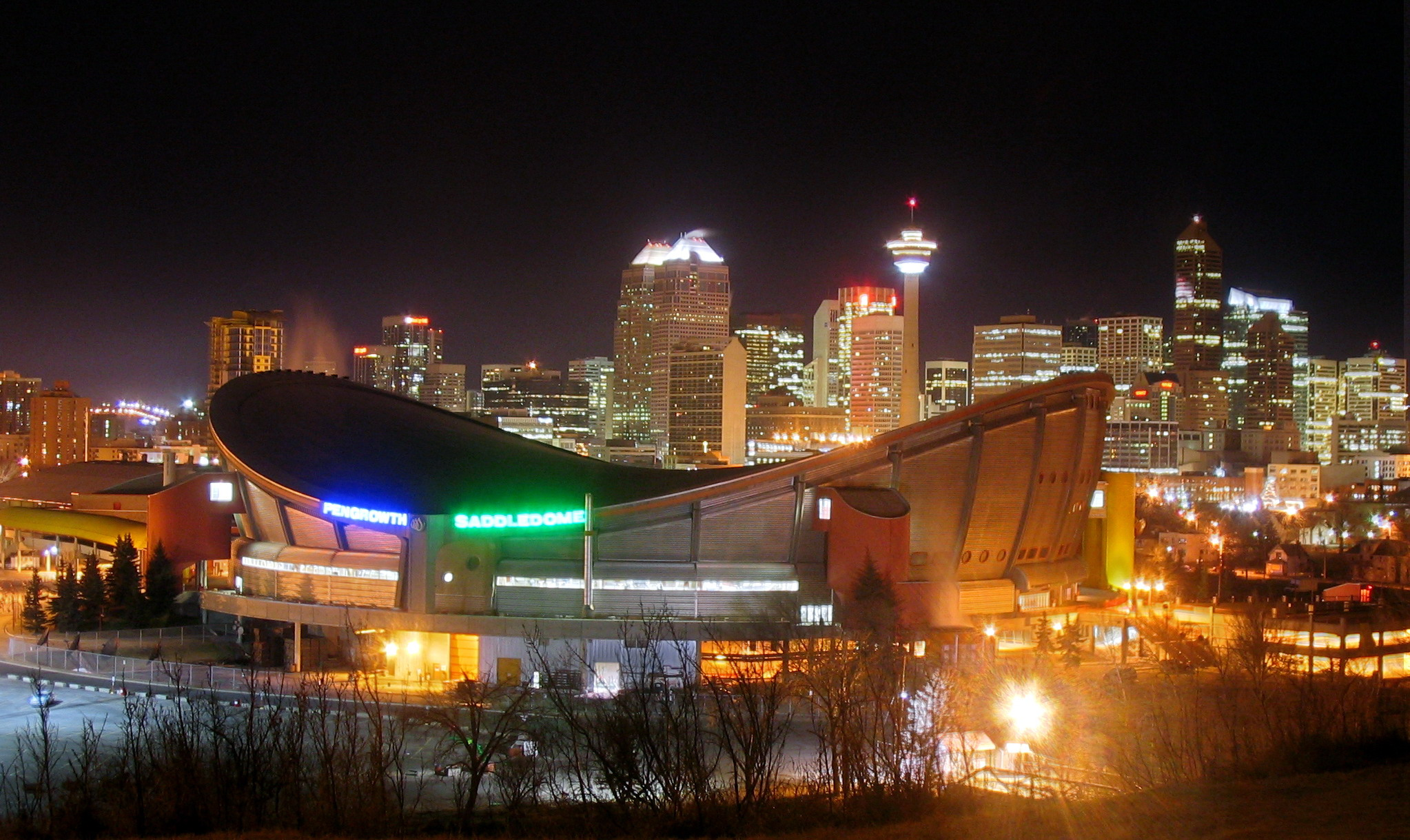
Calgary, Canada

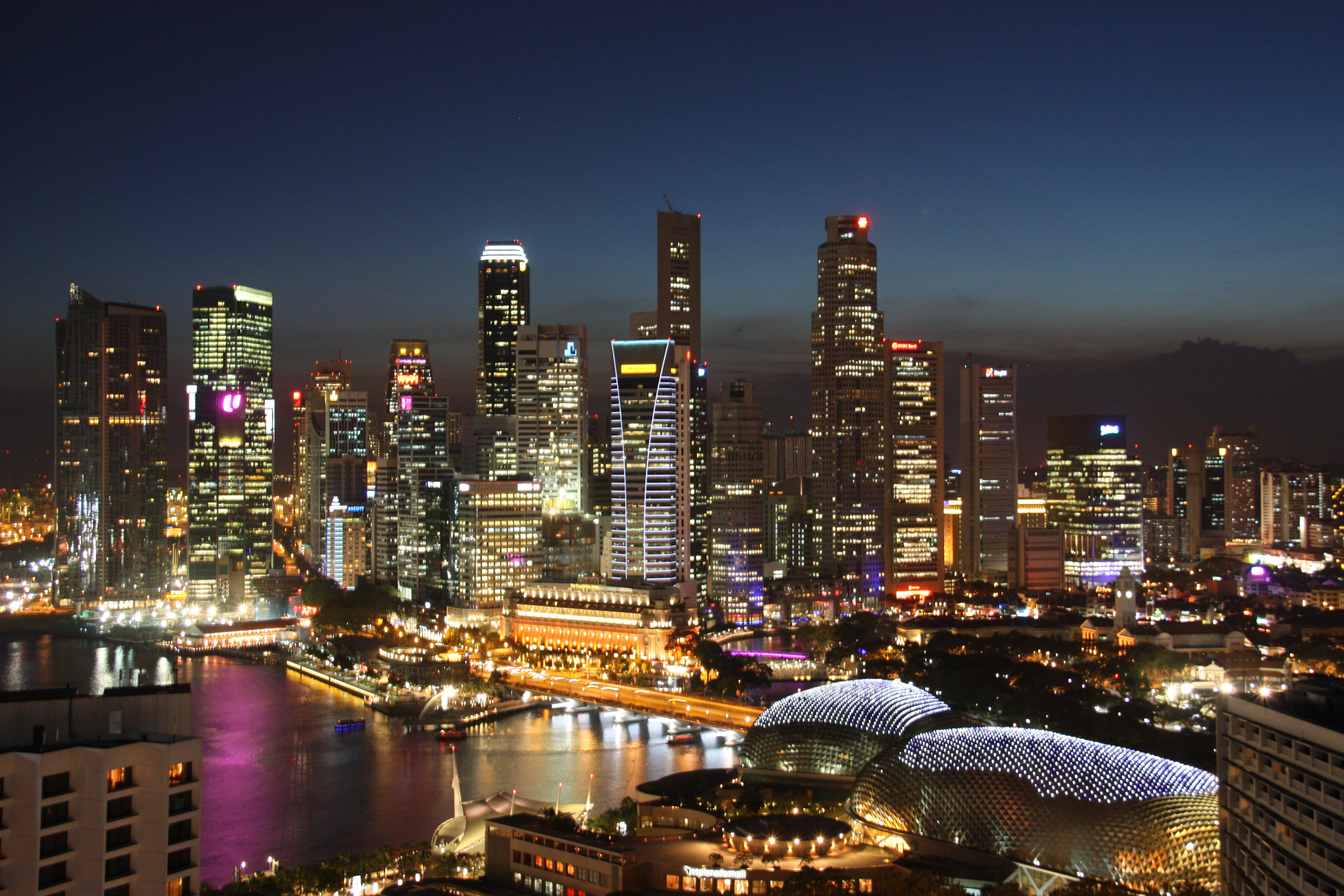
Singapore

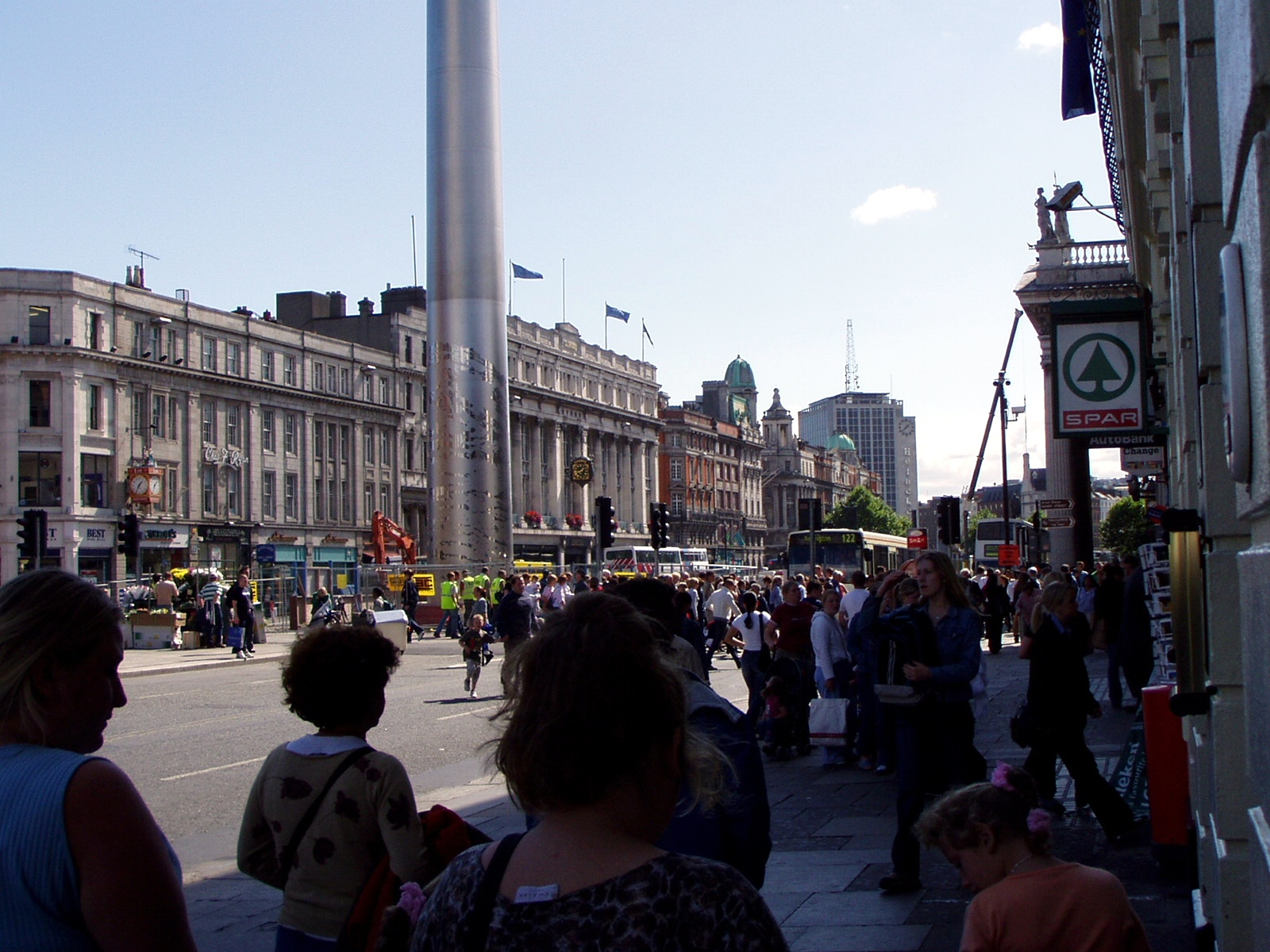
Dublino, Irlanda

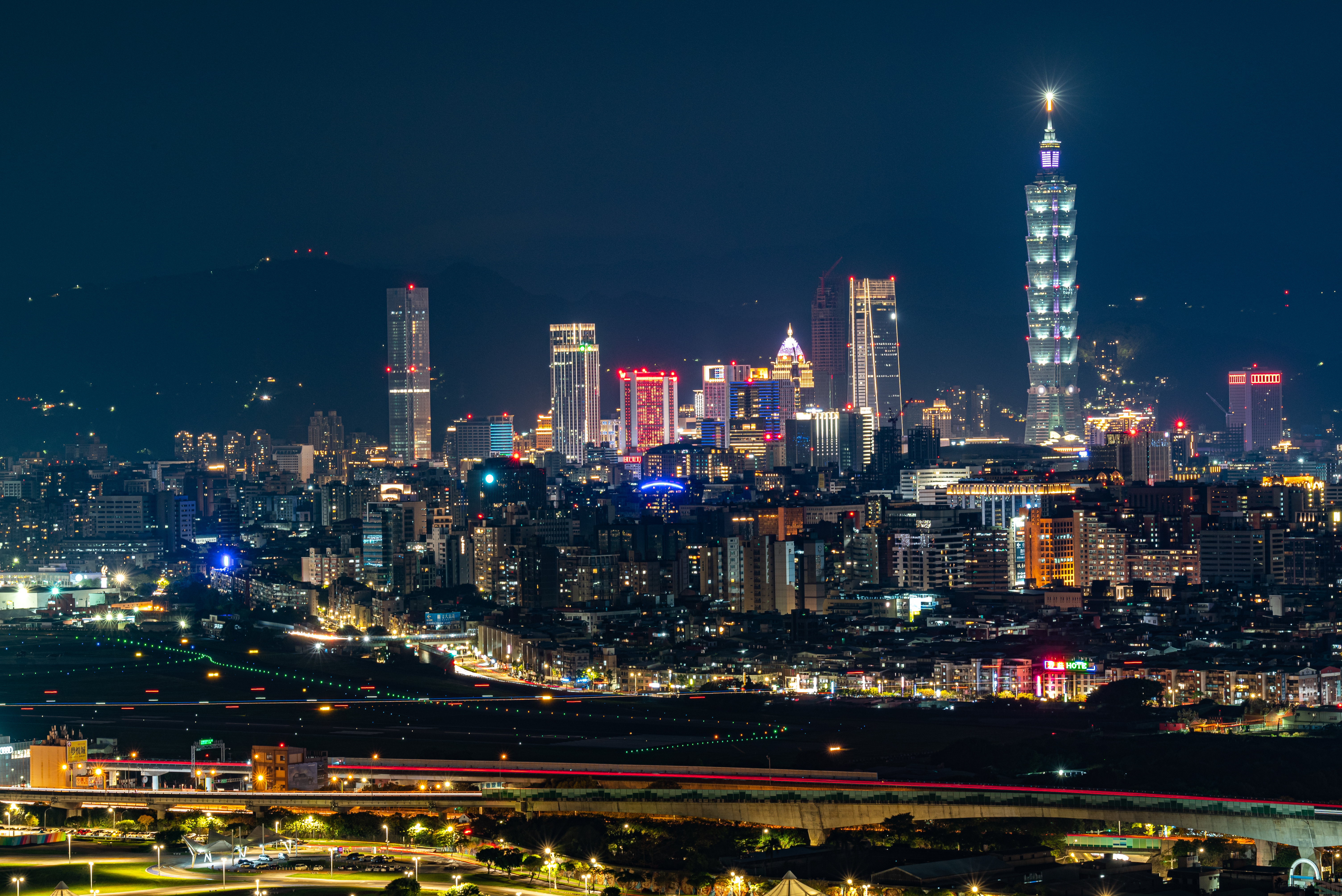
Taipei, Taiwan

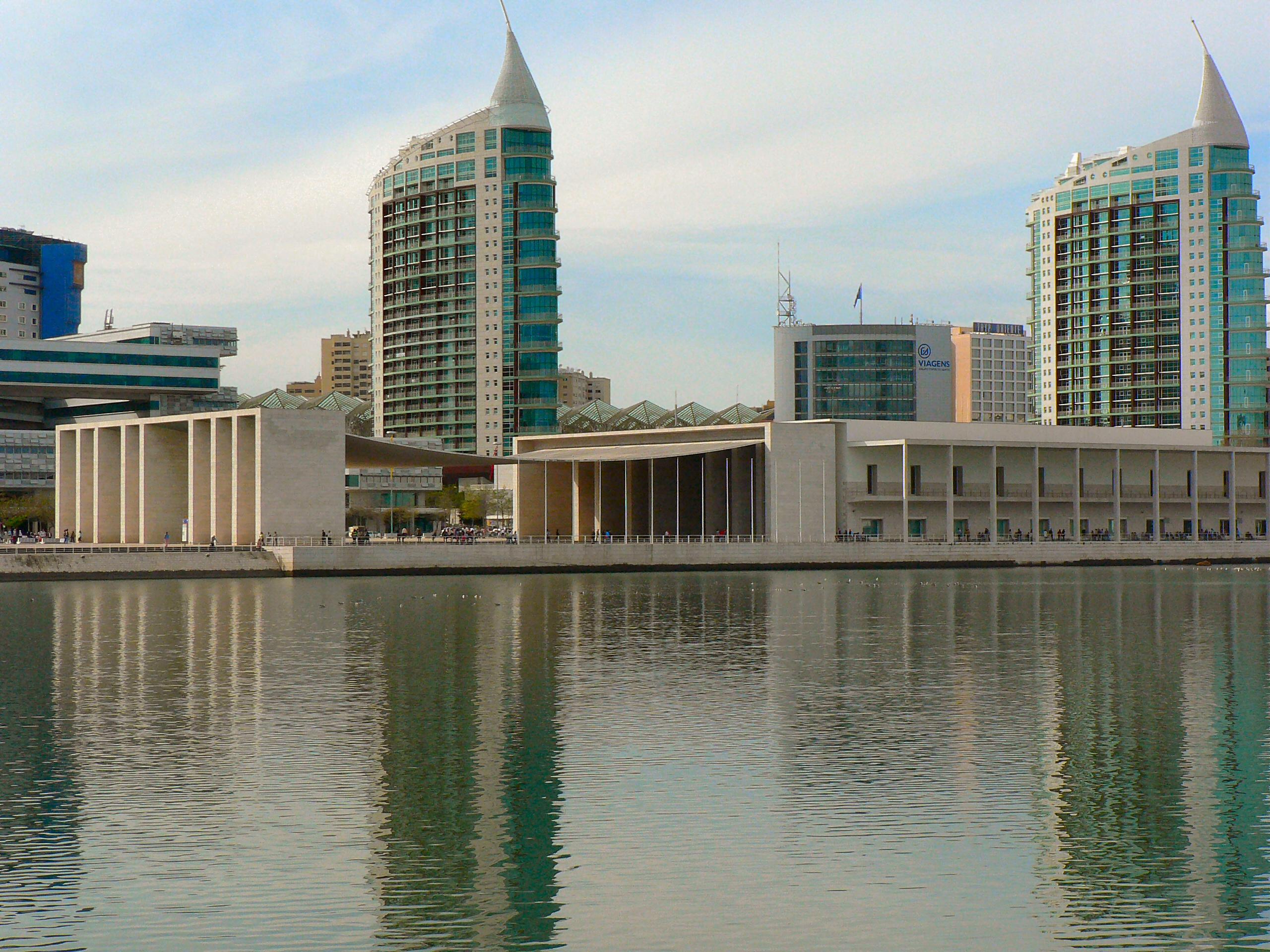
Lisbona, Portogallo

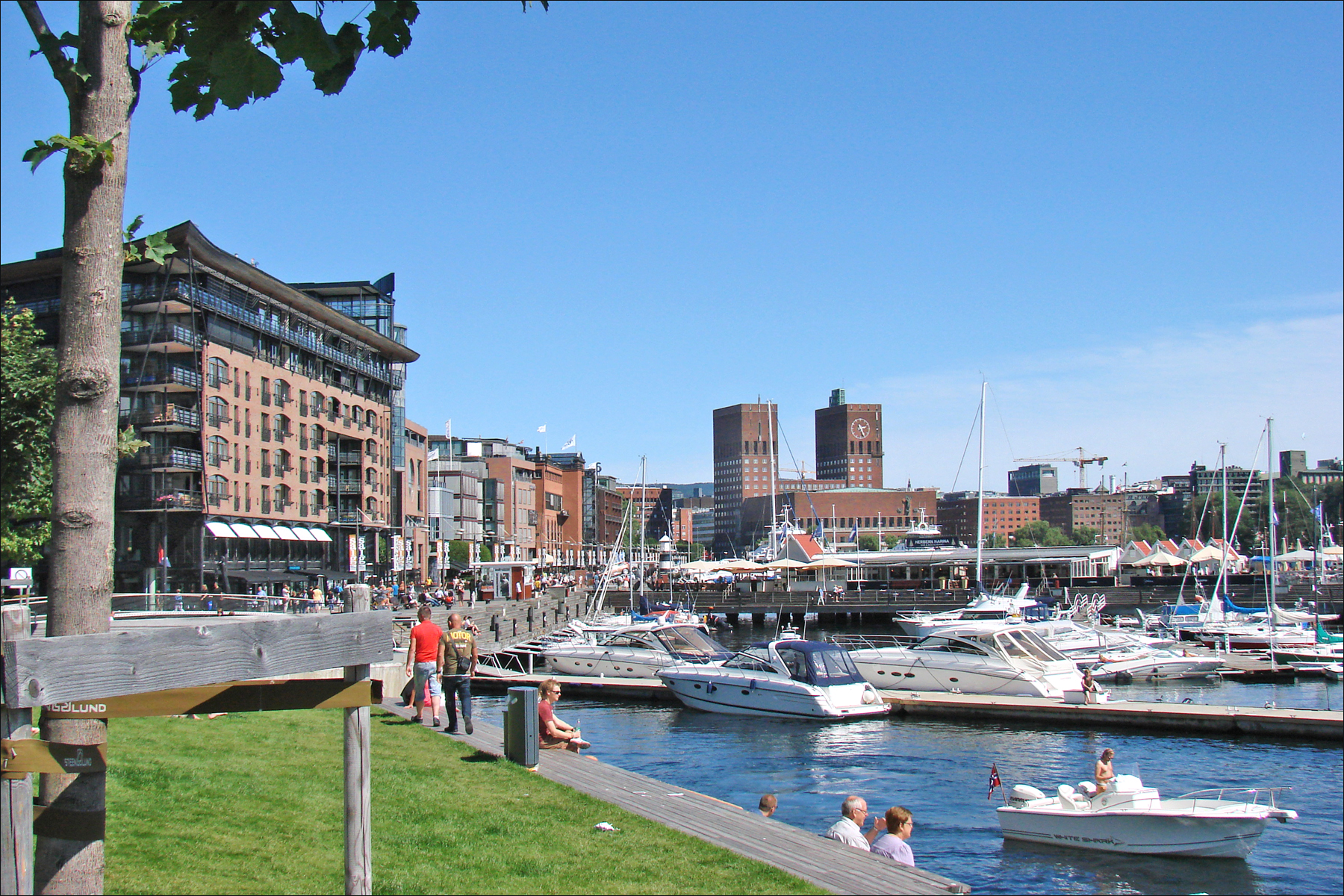
Oslo, Norvegia

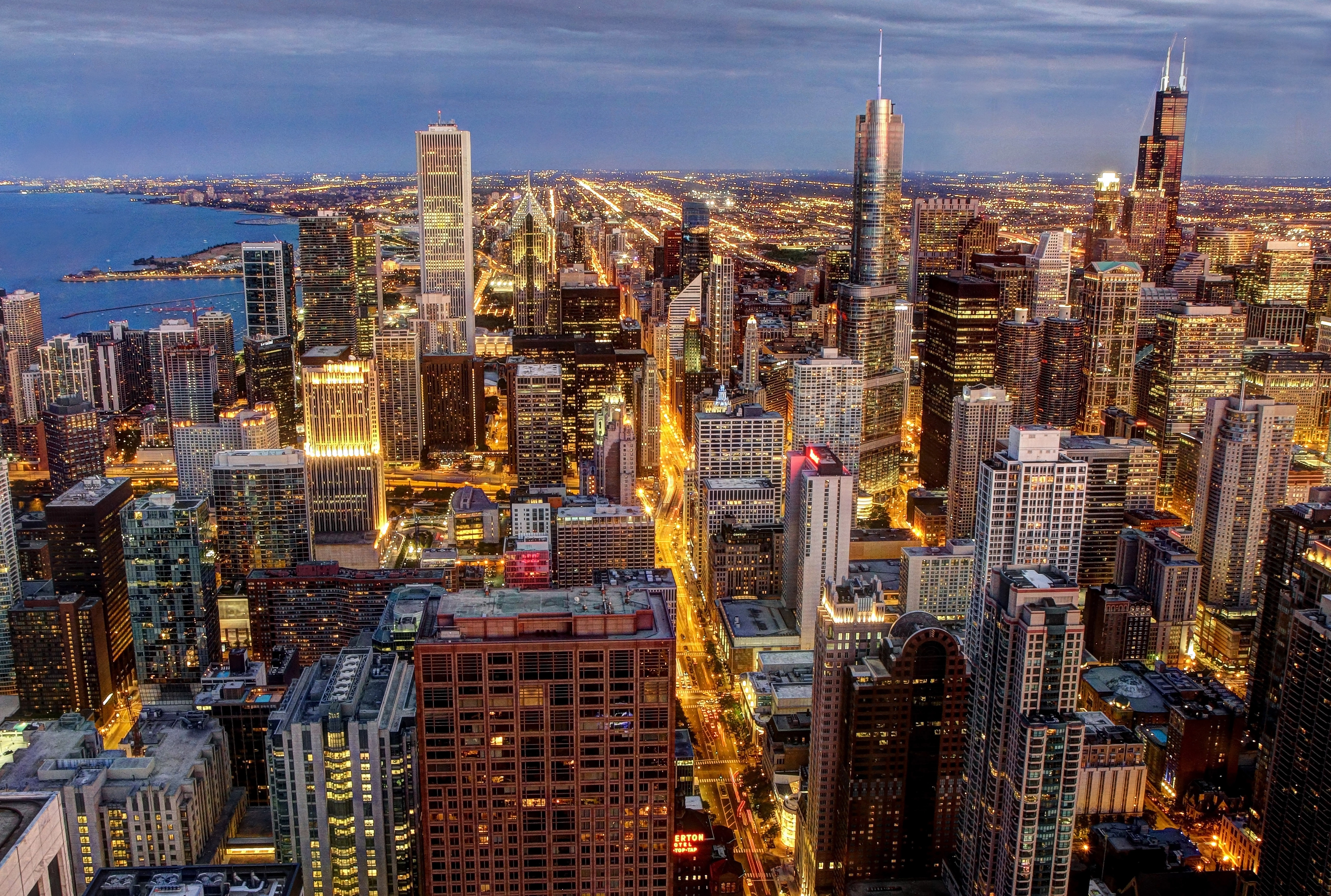
Chicago, USA

Le città prese in esame (6.921 in totale) vengono valutate in 39 parametri, geopolitici, economici, ambientali, sicurezza personale, salute, educazione, trasporti e altri fattori legati ai servizi pubblici. Le città sono comparate prendendo New York City come punteggio base uguale a 100.
| 2019 | 2018 | 2016 | 2015 | 2014 | 2012 | 2010 | Città                | Nazione             | Indice 2010 |
| ---- | ---- | ---- | ---- | ---- | ---- | ---- | -------------------- | ------------------- | ----------- |
| 1    | 1    | 1    | 1    | 1    | 1    | 1    | Vienna               | Austria             | 108.6       |
| 2    | 2    | 2    | 2    | 2    | 2    | 2    | Zurigo               | Svizzera            | 108.0       |
| 3    | 3    | 4    | 4    | 4    | 4    | 7    | Monaco di Baviera    | Germania            | 107.0       |
| 3    | 4    | 3    | 3    | 3    | 3    | 4    | Auckland             | Nuova Zelanda       | 107.4       |
| 3    | 5    | 5    | 5    | 5    | 5    | 3    | Vancouver            | Canada              | 107.4       |
| 6    | 6    | 6    | 6    | 6    | 6    | 6    | Düsseldorf           | Germania            | 107.2       |
| 7    | 7    | 7    | 7    | 7    | 7    | 7    | Francoforte sul Meno | Germania            | 107.0       |
| 8    | 9    | 9    | 9    | 9    | 9    | 11   | Copenaghen           | Danimarca           | 106.2       |
| 9    | 8    | 8    | 8    | 8    | 8    | 3    | Ginevra              | Svizzera            | 107.9       |
| 10   | 10   |      |      |      |      |      | Basilea              | Svizzera            |             |
| 11   | 10   | 10   | 10   | 10   | 10   | 10   | Sydney               | Australia           | 106.3       |
| 11   | 12   | 11   | 11   | 11   | 12   | 13   | Amsterdam            | Paesi Bassi         | 105.7       |
| 13   | 13   | 13   | 14   |      | 16   | 17   | Berlino              | Germania            | 105.0       |
| 14   | 14   | 14   | 13   | 10   | 10   | 9    | Berna                | Svizzera            | 106.5       |
| 15   | 15   | 12   | 12   | 12   | 13   | 12   | Wellington           | Nuova Zelanda       | 105.9       |
| 16   | 16   | 15   | 15   | 15   | 15   | 16   | Toronto              | Canada              | 105.3       |
| 17   | 16   | 15   | 16   |      | 17   | 18   | Melbourne            | Australia           | 104.8       |
| 18   | 18   | 19   | 19   |      | 19   | 19   | Lussemburgo          | Lussemburgo         | 104.6       |
| 19   | 19   | 17   | 16   | 14   | 14   | 14   | Ottawa               | Canada              | 105.5       |
| 19   | 19   | 18   | 16   |      | 17   | 23   | Amburgo              | Germania            | 104.1       |
| 21   | 21   | 21   | 22   |      | 21   | 21   | Perth                | Australia           | 104.2       |
| 21   | 21   | 23   | 24   | 23   | 23   | 21   | Montréal             | Canada              | 104.2       |
| 23   | 23   | 19   | 19   |      | 19   | 20   | Stoccolma            | Svezia              | 104.5       |
| 23   | 23   | 25   | 25   |      | 24   | 24   | Norimberga           | Germania            | 103.9       |
| 25   | 25   | 26   | 26   |      | 25   | 28   | Singapore            | Singapore           | 103.5       |
| 25   | 25   | 30   | 31   |      | 32   | 24   | Oslo                 | Norvegia            | 103.9       |
| 27   | 28   | 24   | 21   |      | 27   | 30   | Stoccarda            | Germania            | 103.3       |
| 28   | 27   | 21   | 22   |      | 22   | 15   | Bruxelles            | Belgio              | 105.4       |
| 29   | 29   | 27   | 27   |      | 29   | 32   | Adelaide             | Australia           | 103.0       |
| 30   | 30   | 28   | 30   |      | 26   | 26   | Canberra             | Australia           | 103.6       |
| 31   | 32   | 30   | 31   |      | 32   | 35   | Helsinki             | Finlandia           | 102.6       |
| 32   | 33   | 32   | 33   |      | 32   | 28   | Calgary              | Canada              | 103.5       |
| 33   | 34   | 33   | 34   | 34   | 35   | 26   | Dublino              | Irlanda             | 103.6       |
| 34   | 30   | 28   | 27   | 27   | 29   | 32   | San Francisco        | Stati Uniti         | 103.0       |
| 35   | 37   | 36   | 37   |      | 37   | 36   | Brisbane             | Australia           | 102.4       |
| 36   | 35   | 34   | 34   |      | 35   | 37   | Boston               | Stati Uniti         | 102.2       |
| 37   | 36   | 35   | 36   |      | 28   | 31   | Honolulu             | Stati Uniti         | 103.1       |
| 37   | 38   | 42   | 41   | 43   | 44   | 45   | Lisbona              | Portogallo          | 100.3       |
| 39   | 39   | 37   | 27   |      | 29   | 34   | Parigi               | Francia             | 102.9       |
| 40   | 40   | 38   | 39   |      | 39   | 38   | Lione                | Francia             | 101.9       |
| 41   | 41   | 39   | 40   |      | 38   | 39   | Londra               | Regno Unito         | 101.6       |
| 41   | 42   | 41   | 41   |      | 41   | 41   | Milano               | Italia              | 100.8       |
| 43   | 43   | 39   | 38   |      | 40   | 44   | Barcellona           | Spagna              | 100.6       |
| 44   | 45   | 44   | 44   |      | 44   | 49   | New York             | Stati Uniti         | 100.0       |
| 45   | 46   | 46   |      |      |      |      | Edimburgo            | Regno Unito         |             |
| 46   | 44   | 46   | 44   |      | 44   | 50   | Seattle              | Stati Uniti         | 99.8        |
| 46   | 49   |      |      |      |      |      | Madrid               | Spagna              |             |
| 48   | 50   |      |      |      |      |      | Glasgow              | Regno Unito         |             |
| 49   | 47   | 43   | 43   |      | 42   | 45   | Chicago              | Stati Uniti         | 100.3       |
| 49   | 50   | 44   | 44   |      | 44   | 40   | Tokyo                | Giappone            | 101.4       |
| 49   | 50   | 46   | 47   |      | 48   | 41   | Kōbe                 | Giappone            | 100.8       |
| 49   | 50   |      |      |      |      |      | Birmingham           | Regno Unito         |             |
| 53   | 48   | 51   | 50   |      | 43   | 45   | Washington           | Stati Uniti         | 100.3       |
| 54   | 50   |      |      |      |      |      | Filadelfia           | Stati Uniti         |             |
| 55   |      |      |      |      |      |      | Yokohama             | Giappone            |             |
| 56   |      |      |      |      |      |      | Roma                 | Italia              |             |
| 57   |      |      |      |      |      |      | Aberdeen             | Regno Unito         |             |
| 58   |      |      |      |      |      |      | Osaka                | Giappone            |             |
| 59   |      |      |      |      |      |      | Pittsburgh           | Stati Uniti         |             |
| 60   |      |      |      |      |      |      | Lipsia               | Germania            |             |
| 61   |      |      |      |      |      |      | Minneapolis          | Stati Uniti         |             |
| 62   |      |      |      |      |      |      | Nagoya               | Giappone            |             |
| 63   |      |      |      |      |      |      | Dallas               | Stati Uniti         |             |
| 64   |      |      |      |      |      |      | Atlanta              | Stati Uniti         |             |
| 64   |      |      |      |      |      |      | Belfast              | Regno Unito         |             |
| 66   |      |      |      |      |      |      | Houston              | Stati Uniti         |             |
| 66   |      |      |      |      |      |      | Los Angeles          | Stati Uniti         |             |
| 66   |      |      |      |      |      |      | Miami                | Stati Uniti         |             |
| 69   |      |      |      |      |      |      | Praga                | Rep. Ceca           |             |
| 70   |      |      |      |      |      |      | St. Louis            | Stati Uniti         |             |
| 71   |      |      |      |      |      |      | Hong Kong            | Hong Kong           |             |
| 72   |      |      |      |      |      |      | Detroit              | Stati Uniti         |             |
| 72   |      |      |      |      |      |      | Pointe-à-Pitre       | Francia             |             |
| 74   |      |      |      |      |      |      | Dubai                | Emirati Arabi Uniti |             |
| 74   |      |      |      |      |      |      | Lubiana              | Slovenia            |             |
| 76   |      |      |      |      |      |      | Budapest             | Ungheria            |             |
| 77   |      |      |      |      |      |      | Seul                 | Corea del Sud       |             |
| 78   |      |      |      |      |      |      | Abu Dhabi            | Emirati Arabi Uniti |             |
| 78   |      |      |      |      |      |      | Montevideo           | Uruguay             |             |
| 80   |      |      |      |      |      |      | Bratislava           | Slovacchia          |             |
| 81   |      |      |      |      |      |      | Vilnius              | Lituania            |             |
| 82   |      |      |      |      |      |      | Varsavia             | Polonia             |             |
| 83   |      |      |      |      |      |      | Port Louis           | Mauritius           |             |
| 84   |      |      |      |      |      |      | Taipei               | Taiwan              |             |
| 85   |      |      |      |      |      |      | Kuala Lumpur         | Malaysia            |             |
| 86   |      |      |      |      |      |      | Limassol             | Cipro               |             |
| 86   |      |      |      |      |      |      | Tallinn              | Estonia             |             |
| 88   |      |      |      |      |      |      | Durban               | Sudafrica           |             |
| 89   |      |      |      |      |      |      | Atene                | Grecia              |             |
| 90   |      |      |      |      |      |      | Riga                 | Lettonia            |             |
| 91   |      |      |      |      |      |      | Buenos Aires         | Argentina           |             |
| 92   |      |      |      |      |      |      | San Juan             | Porto Rico          |             |
| 93   |      |      |      |      |      |      | Santiago             | Cile                |             |
| 94   |      |      |      |      |      |      | Busan                | Corea del Sud       |             |
| 95   |      |      |      |      |      |      | Città del Capo       | Sudafrica           |             |
| 96   |      |      |      |      |      |      | Johannesburg         | Sudafrica           |             |
| 97   |      |      |      |      |      |      | Panama               | Panama              |             |
| 98   |      |      |      |      |      |      | Victoria             | Seychelles          |             |
| 98   |      |      |      |      |      |      | Zagabria             | Croazia             |             |
| 100  |      |      |      |      |      |      | Cracovia             | Polonia             |             |

## Città top per regione
Nord America
| Classifica | Classifica generale 2010 | Città     | Qualità della vita |
| ---------- | ------------------------ | --------- | ------------------ |
| 1          | 4                        | Vancouver | 107.4              |
| 2          | 14                       | Ottawa    | 105.5              |
| 3          | 16                       | Toronto   | 105.3              |
| 4          | 21                       | Montréal  | 104.2              |
| 5          | 28                       | Calgary   | 103.5              |

Asia
| Classifica | Classifica generale 2010 | Città     | Qualità della vita |
| ---------- | ------------------------ | --------- | ------------------ |
| 1          | 28                       | Singapore | 103.5              |
| 2          | 40                       | Tokyo     | 101.4              |
| 3          | 41                       | Yokohama  | 100.8              |
| 4          | 41                       | Kōbe      | 100.8              |
| 5          | 51                       | Osaka     | 100.5              |

Europa
| Classifica | Classifica generale | Città             | Qualità della vita |
| ---------- | ------------------- | ----------------- | ------------------ |
| 1          | 1                   | Vienna            | 108.6              |
| 2          | 2                   | Zurigo            | 108.0              |
| 3          | 3                   | Ginevra           | 107.9              |
| 4          | 6                   | Düsseldorf        | 107.2              |
| 5          | 7                   | Monaco di Baviera | 107.0              |

Oceania
| Classifica | Classifica generale | Città      | Qualità della vita |
| ---------- | ------------------- | ---------- | ------------------ |
| 1          | 4                   | Auckland   | 107.4              |
| 2          | 10                  | Sydney     | 106.3              |
| 3          | 12                  | Wellington | 105.9              |
| 4          | 18                  | Melbourne  | 104.8              |
| 5          | 21                  | Perth      | 104.2              |

Medioriente e Nord Africa
| Classifica | Classifica generale | Città     | Qualità della vita |
| ---------- | ------------------- | --------- | ------------------ |
| 1          | 75                  | Dubai     | 87.0               |
| 2          | 83                  | Abu Dhabi | 84.1               |
| 3          | 100                 | Mascate   | 81.7               |

Africa subsahariana
| Classifica | Classifica generale | Città          | Qualità della vita |
| ---------- | ------------------- | -------------- | ------------------ |
| 1          | 82                  | Port Louis     | 87.7               |
| 2          | 86                  | Città del Capo | 85.7               |
| 3          | 90                  | Johannesburg   | 83.3               |

America latina
| Classifica 2015 (Classifica 2012) | Classifica generale 2015 (Classifica generale 2012) | Città               |
| --------------------------------- | --------------------------------------------------- | ------------------- |
| 1 (1)                             | 78 (77)                                             | Montevideo          |
| 2 (2)                             | 91 (81)                                             | Buenos Aires        |
| 3 (3)                             | 93 (91)                                             | Santiago del Cile   |
| 4 (4)                             | 95 (93)                                             | Panama              |
| 5 (7)                             | 106 (105)                                           | San José            |
| 6 (5)                             | 107 (101)                                           | Brasilia            |
| 7 (6)                             | 109 (104)                                           | Monterrey           |
| 8 (8)                             | 114 (111)                                           | Asunción            |
| 9 (9)                             | 119 (112)                                           | Rio de Janeiro      |
| 10 (10)                           | 120 (115)                                           | San Paolo           |
| 11 (12)                           | 124 (121)                                           | Lima                |
| 12 (11)                           | 126 (120)                                           | Città del Messico   |
| 13 (-)                            | 127 (-)                                             | Manaus              |
| 14 (13)                           | 129 (125)                                           | Quito               |
| 14 (14)                           | 131 (130)                                           | Bogotà              |
| 15 (15)                           | 150 (140)                                           | Città del Guatemala |